# Championnat du Paraguay de football 1945
Navigation
Édition précédente Édition suivante
La 35e édition du championnat du Paraguay de football est remportée par le Club Libertad. C’est le sixième titre de champion du club. Libertad l’emporte avec 3 points d’avance sur Club Cerro Porteño. Trois clubs terminent ex aequo à la troisième place : Club Presidente Hayes, Club Sol de América, Club Olimpia.
Porfirio Rolón (Libertad) est le meilleur buteur du championnat pour la deuxième fois consécutive avec 18 buts

## Les clubs de l'édition 1945
| \| Asuncion: · Olimpia · Nacional · Sol de América · Guaraní · Cerro Porteño · River Plate · Atlántida Asuncion Club Presidente Hayes Club Sportivo Luqueño \| Localisation des clubs engagés dans le championnat. |
| Asuncion: · Olimpia · Nacional · Sol de América · Guaraní · Cerro Porteño · River Plate · Atlántida Asuncion Club Presidente Hayes Club Sportivo Luqueño                                                           |

| Club                  | Stade | Capacité | Ville    |
| --------------------- | ----- | -------- | -------- |
| Atlántida Sport Club  | -     | -        | Asuncion |
| Club Cerro Porteño    | -     | -        | Asuncion |
| Club Guaraní          | -     | -        | Asuncion |
| Club Libertad         | -     | -        | Asuncion |
| Club Nacional         | -     | -        | Asuncion |
| Club Olimpia          | -     | -        | Asuncion |
| Club Presidente Hayes | -     | -        | Tacumbu  |
| Club River Plate      | -     | -        | Asuncion |
| Club Sol de América   | -     | -        | Asuncion |
| Sportivo Luqueño      | -     | -        | Luque    |

## Compétition

### Classement
| Rang | Équipe                 | Pts | J  | G  | N | P  | Bp | Bc | Diff |
| ---- | ---------------------- | --- | -- | -- | - | -- | -- | -- | ---- |
| 1    | Club Libertad          | 27  | 18 | 13 | 1 | 4  | 58 | 31 | +27  |
| 2    | Club Cerro Porteño (T) | 24  | 18 | 11 | 2 | 5  | 40 | 31 | +9   |
| 3    | Club Presidente Hayes  | 20  | 18 | 8  | 4 | 6  | 41 | 32 | +9   |
| 3    | Club Sol de América    | 20  | 18 | 9  | 2 | 7  | 39 | 33 | +6   |
| 3    | Club Olimpia           | 20  | 18 | 8  | 4 | 6  | 38 | 34 | +4   |
| 6    | Club Nacional          | 18  | 18 | 7  | 4 | 7  | 35 | 27 | +8   |
| 7    | Club Guaraní           | 18  | 18 | 9  | 0 | 9  | 43 | 42 | +1   |
| 8    | Atlántida Sport Club   | 12  | 18 | 5  | 2 | 11 | 33 | 50 | -17  |
| 9    | Sportivo Luqueño       | 11  | 18 | 5  | 1 | 12 | 32 | 51 | -19  |
| 10   | Club River Plate       | 10  | 18 | 4  | 2 | 12 | 31 | 59 | -28  |

| Légende : Qualifications et relégations | Légende : Qualifications et relégations |
| --------------------------------------- | --------------------------------------- |
|                                         | Champion du Paraguay                    |
|                                         | Relégation en deuxième division         |
|                                         | (T) : Tenant du titre (P) : Promus      |

## Bilan de la saison
| Championnat du Paraguay de football 1945                             |                          |
| Champion                                                             | Club Libertad (6e titre) |
| Promotions et relégations                                            |                          |
| Promus en Primera División                                           | Aucun                    |
| Relégués en Championnat du Paraguay de football de deuxième division | Aucun                    |

## Statistiques

### Meilleur buteur
- Porfirio Rolón (Libertad) 18 buts